# Élection présidentielle de 2020 au Burkina Faso
L'élection présidentielle de 2020 au Burkina Faso a lieu le 22 novembre 2020 afin d'élire le Président du Burkina Faso. Des élections législatives ont lieu en même temps que le premier tour.
Le président Roch Kaboré est réélu dès le premier tour avec 57,74 % des voix face à douze autres candidats dont notamment Eddie Komboïgo et Zéphirin Diabré.

## Contexte
Élu dès le premier tour de la présidentielle de novembre 2015 avec un peu plus de 53 % des voix, le président Roch Marc Christian Kaboré, du Mouvement du peuple pour le progrès, est éligible à un second mandat.

## Système électoral
Le président du Faso est élu au scrutin uninominal majoritaire à deux tours pour un mandat de cinq ans renouvelable une seule fois. Est élu le candidat ayant recueilli la majorité absolue des suffrages exprimés au premier tour. À défaut, un second tour est organisé entre les deux candidats arrivés en tête au premier, et celui recueillant le plus de voix est déclaré élu,.

## Déroulement
En raison de la situation sécuritaire dans le pays, le scrutin n'a pas lieu dans 15 communes, correspondant à 926 bureaux de vote. Le total des inscrits pouvant participer à l'élection passe ainsi de 6 490 162 à 5 893 406. Le parlement avait cependant anticipé la situation en votant une loi avant le scrutin permettant sa validité malgré l'absence d'une partie du corps électoral. Le scrutin se déroule néanmoins dans le calme.

## Résultats
|                          | Roch Marc Christian Kaboré | MPP                      | 1 645 229 | 57,74 |  |  |
|                          | Eddie Komboïgo             | CDP                      | 442 693   | 15,54 |  |  |
|                          | Zéphirin Diabré            | UPC                      | 354 988   | 12,46 |  |  |
|                          | Kadré Désiré Ouédraogo     | AE                       | 95 661    | 3,36  |  |  |
|                          | Tahirou Barry              | MCR                      | 62 231    | 2,18  |  |  |
|                          | Ablassé Ouédraogo          | FA                       | 51 461    | 1,81  |  |  |
|                          | Gilbert Noël Ouédraogo     | ADF                      | 45 263    | 1,59  |  |  |
|                          | Isaac Zida                 | MPS                      | 43 537    | 1,53  |  |  |
|                          | Abdoulaye Soma             | SA                       | 40 724    | 1,43  |  |  |
|                          | Farama Ségui Ambroise      | OPA                      | 25 916    | 0,91  |  |  |
|                          | Pascal Sessouma            | BV                       | 20 068    | 0,70  |  |  |
|                          | Yéli Monique Kam           | MRB                      | 15 322    | 0,54  |  |  |
|                          | Claude Aimé Tassembedo     | SE                       | 6 442     | 0,23  |  |  |
|                          |                            |                          |           |       |  |  |
| Votes valides            | Votes valides              | Votes valides            | 2 849 535 | 95,86 |  |  |
| Votes blancs et nuls     | Votes blancs et nuls       | Votes blancs et nuls     | 123 055   | 4,14  |  |  |
| Total                    | Total                      | Total                    | 2 972 590 | 100   |  |  |
| Abstention               | Abstention                 | Abstention               | 2 946 254 | 49,78 |  |  |
| Inscrits / participation | Inscrits / participation   | Inscrits / participation | 5 918 844 | 50,22 |  |  |

## Suites

Candidat arrivé en tête par province. En orange, M. Kaboré; en rouge, M. Komboïgo, en vert M. Diabré

Roch Marc Christian Kaboré est réélu dès le premier tour,. Il relance peu après le projet de référendum constitutionnel burkinabé devant faire passer le pays d'un régime présidentiel à un régime semi-présidentiel. Les résultats de l'élection sont confirmés par le Conseil constitutionnel le 18 décembre 2020,.
Roch Marc Christian Kaboré prête serment pour un second mandat le 28 décembre